# Lappskapania
Lappskapania (Scapania obcordata) är en levermossart som först beskrevs av Sven Berggren och som fick sitt nu gällande namn av Samuel Arnott.
Lappskapania ingår i släktet skapanior och familjen Scapaniaceae. Enligt den finländska rödlistan är arten starkt hotad i Finland. Arten är reproducerande i Sverige. Artens livsmiljö är våtmarker i fjällen (myrar, stränder, snölegor).